# Collemopsidium montanum
Collemopsidium montanum är en lavart som först beskrevs av P. M. McCarthy & Kantvilas, och fick sitt nu gällande namn av P. M. McCarthy. Collemopsidium montanum ingår i släktet Collemopsidium och familjen Xanthopyreniaceae.   Inga underarter finns listade i Catalogue of Life.